# Hans van den Berg (ondernemer)
Hans van den Berg (Hellendoorn, 1945) is een Nederlands ondernemer en sportbestuurder.
Van den Berg is de zoon van Jan van den Berg, die in 1936 met de opening van een theehuis en speeltuin op de Hellendoornse Berg de grondlegger was van Avonturenpark Hellendoorn. Hij volgde in de jaren zestig zijn vader op als directeur van het park. Later werden zijn twee jongere broers mede-eigenaar. Onder hun leiding werd het park uitgebreid van een speel- en sprookjestuin tot een groot attractiepark. In 2002 werd Avonturenpark Hellendoorn door de familie verkocht.
Tussen 1989 en 1994 was Van den Berg voorzitter van voetbalclub FC Twente.